# Emily Eden
Emily Eden (3 mars 1797 - 5 août 1869) est une poétesse et romancière anglaise qui a fait des récits pleins d'esprit sur la vie anglaise au début du XIXe siècle. Elle écrit un récit célèbre de ses voyages en Inde et deux romans qui se sont bien vendus. 

## Famille
Née à Westminster, elle est la septième fille de William Eden, 1er baron Auckland, et de sa femme Eleanor Elliot. Elle est l'arrière-arrière-arrière-tante du Premier ministre Anthony Eden. 
À la fin de la trentaine, elle et sa sœur Fanny se rendent en Inde, où son frère George Eden, 1er comte d'Auckland réside en tant que gouverneur général de 1835 à 1842. Elle écrit des récits de son séjour en Inde, rassemblés plus tard dans le volume Up The Country: Lettres écrites à sa sœur des Hautes Provinces de l'Inde (1867). Alors que ses écrits indiens mettent l'accent sur les descriptions de voyage, la couleur locale et les détails des fonctions cérémonielles et sociales auxquelles elle assiste, elle fournit également un compte rendu perceptif des principaux événements politiques qui se produisent pendant le mandat de son frère. Il s'agit notamment de la destruction totale d'une armée britannique / indienne lors de la retraite de Kaboul en 1842 ; une catastrophe dont George Eden est tenu pour partiellement responsable. 

## Fiction
Elle écrit deux romans très réussis : The Semi-Detached House (1859) et The Semi-Attached Couple (1860). Ce dernier est écrit en 1829, mais n'est pas publié avant 1860. Les deux ont une touche comique que les critiques ont comparée à celle de Jane Austen, qui est l'auteur préféré d'Emily. Le premier des deux est décrit comme « une étude accomplie des contrastes sociaux du style aristocratique, de la respectabilité bourgeoise et de la vulgarité grossière » . 
De plus, les lettres d'Eden sont publiées par Violet Dickinson, une amie proche de Virginia Woolf. Elles contiennent des commentaires mémorables sur la vie publique anglaise, surtout son accueil pour le nouveau roi Guillaume IV comme "une immense amélioration par rapport au dernier animal impitoyable George IV - cet homme souhaite au moins rendre tout le monde heureux". 
La nièce d'Emily Eden, Eleanor Lena Eden, commence également à écrire, principalement des livres pour enfants sous le pseudonyme de Lena. La structure de son roman de 1867 Dumbleton Common, où "Little Miss Patty" détaille les potins dans un hameau à l'extérieur de Londres, est inspirée par Cranford. 

## Lord Melbourne
Emily Eden ne s'est jamais mariée et est suffisamment à l'aise financièrement pour ne pas avoir besoin d'écrire, mais le fait par passion. Après la mort de Caroline Lamb, des amis communs espèrent qu'elle puisse épouser Lord Melbourne, qui est un ami proche, même si elle prétend le trouver "déconcertant" et choqué par ses grossièretés. Le biographe de Melbourne, Lord David Cecil, fait remarquer que cela aurait pu être une excellente chose s'ils s'étaient mariés, mais "l'amour n'est pas l'enfant de la sagesse, et aucun d'eux n'a voulu."

## Traduction française
"The Semi-Detached House" est traduit et présenté sous forme de livre audio en 2023 par Vincent de l'Epine et Pauline Pucciano sous le titre "La Maison Mitoyenne". 